# Spänna bälte

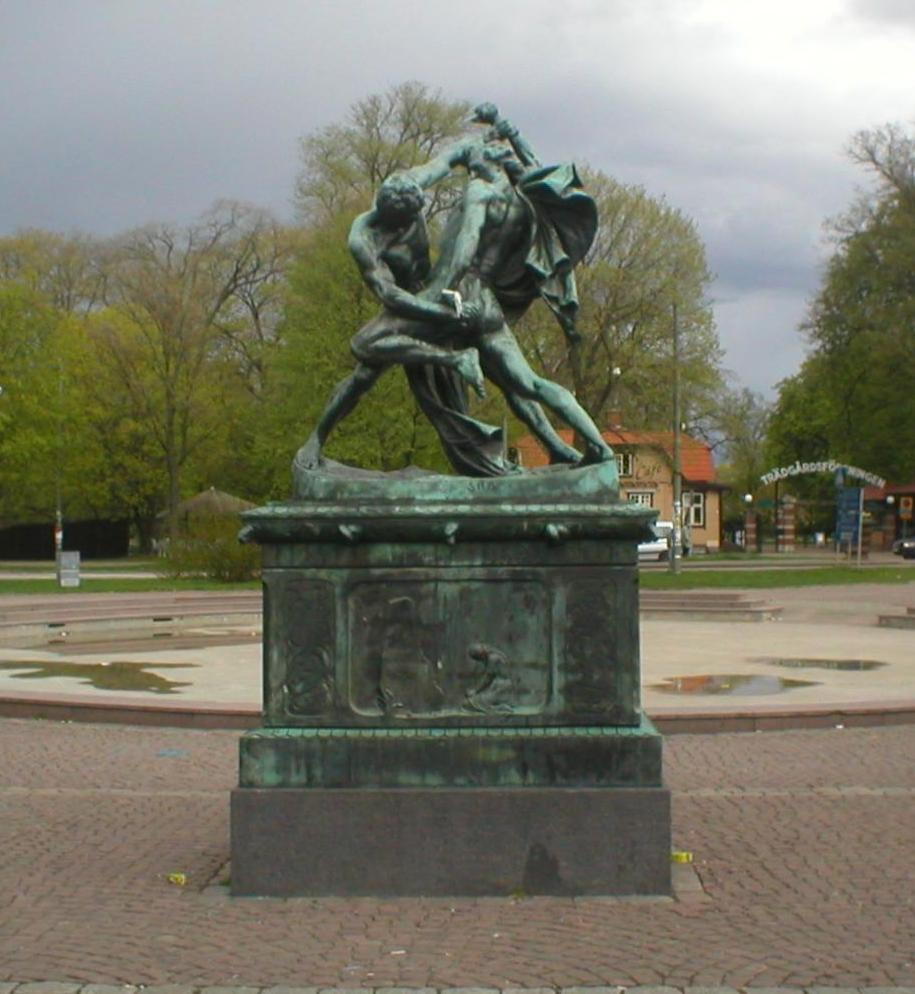
Bältespännarna, en staty av Johan Peter Molin som gett namn åt Bältesspännarparken i Göteborg.

Att spänna bälte är en folklig tvekamp som enligt gamla sägner förekom från medeltiden och fram till 1700-talet, särskilt utefter den gamla riksgränsen mellan Sverige och Danmark, mot Skåne, Halland och Blekinge. Det finns inga trovärdiga historiska dokument som stöder dessa sägner.

## Beskrivning
| ”                              | Utmaningen skedde därigenom, att den ene kämpen drog sin knif och frågade sin fiende ’huru långt han tålde kallt järn i lifvet’. Svaret lydde gemenligen: ’jo, jag tål så långt som du’. Utmanaren mätte då af ett stycke på sin knif med den vilda hotelsen: ’jag skall skära dig ena flise, som sol och måne skall skina i’. Härefter blefvo knifbladen nedom märket virade med skinnremmar, tröjorna afkastades, och kämparna med upplyftade armar och knifvarna i högsta hugg fattade hvar med vänster hand om sin fiendes högra armlofve. På detta sätt stående bröst emot bröst, barhufvade och nakna intill midjan, bundos de samman med ett bälte, som spändes rundt om dem bägge eller ock så, att man spände ihop deras egna bälten, så att ingen kunde slita sig ifrån den andre. Sedan begynte striden på lif och död, hvarvid det gällde att med vänster hand afvärja sin fiendes stötar, medan man själf sökte frigöra sin högra hand för att med knifven skära sin fiende. Denna blodiga lek fortsattes, tills någon af kämparna föll, och blef segervinnaren sedan ’väldig aktad bland de andra’. Men ännu oftare inträffade att bägge två hade fått banesår, innan man skilde dem från hvarandra. | „ |
| – Ur Wärend och Wirdarne, 1868 | |   |